# Mercedes-Benz T1
Mercedes-Benz T1 або Mercedes-Benz TN — мікроавтобус виробництва компанії Mercedes-Benz, який вироблявся з 1977 до 1995 року.

## Опис моделі

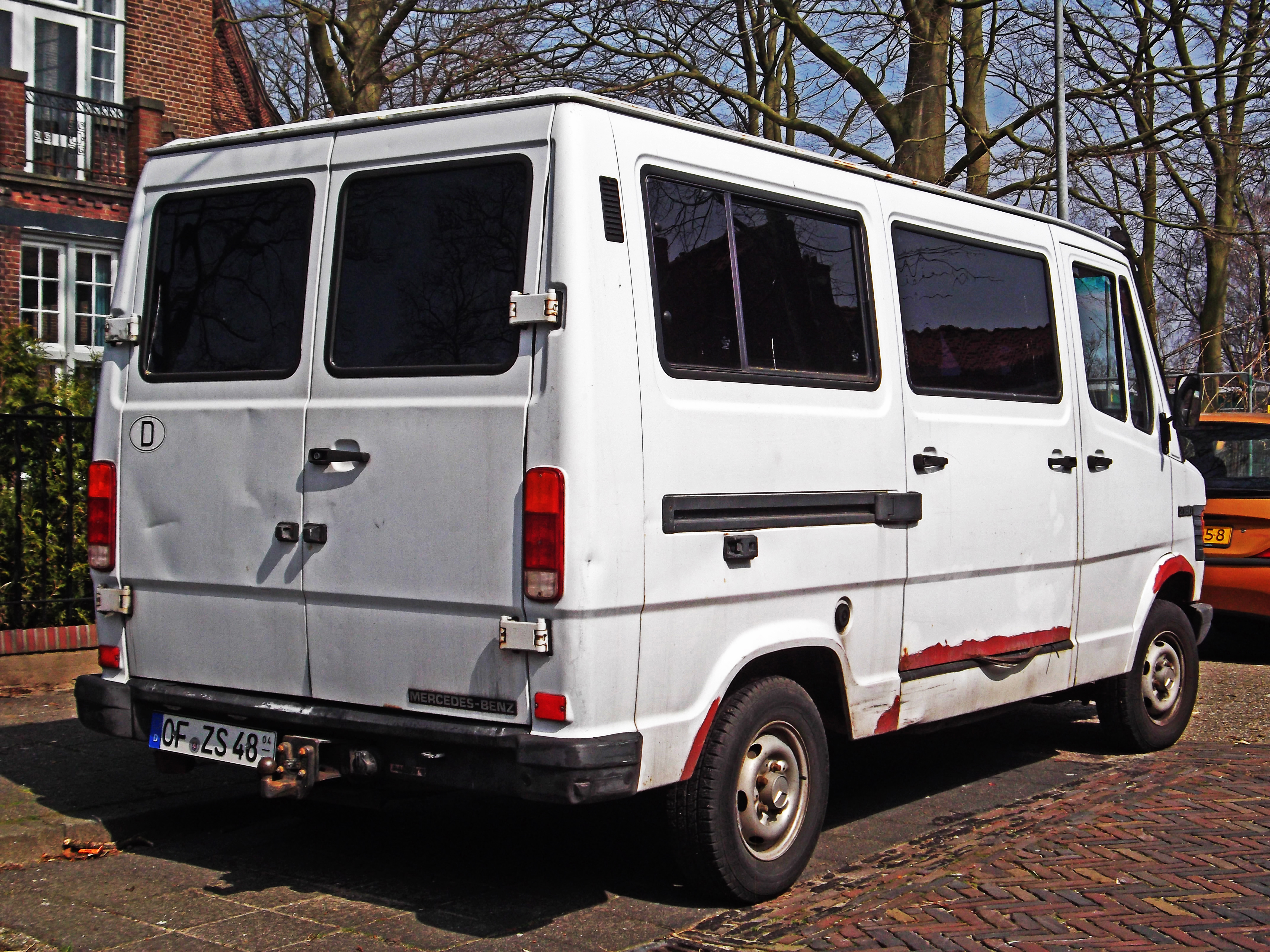
Mercedes 208D мікроавтобус з низьким дахом

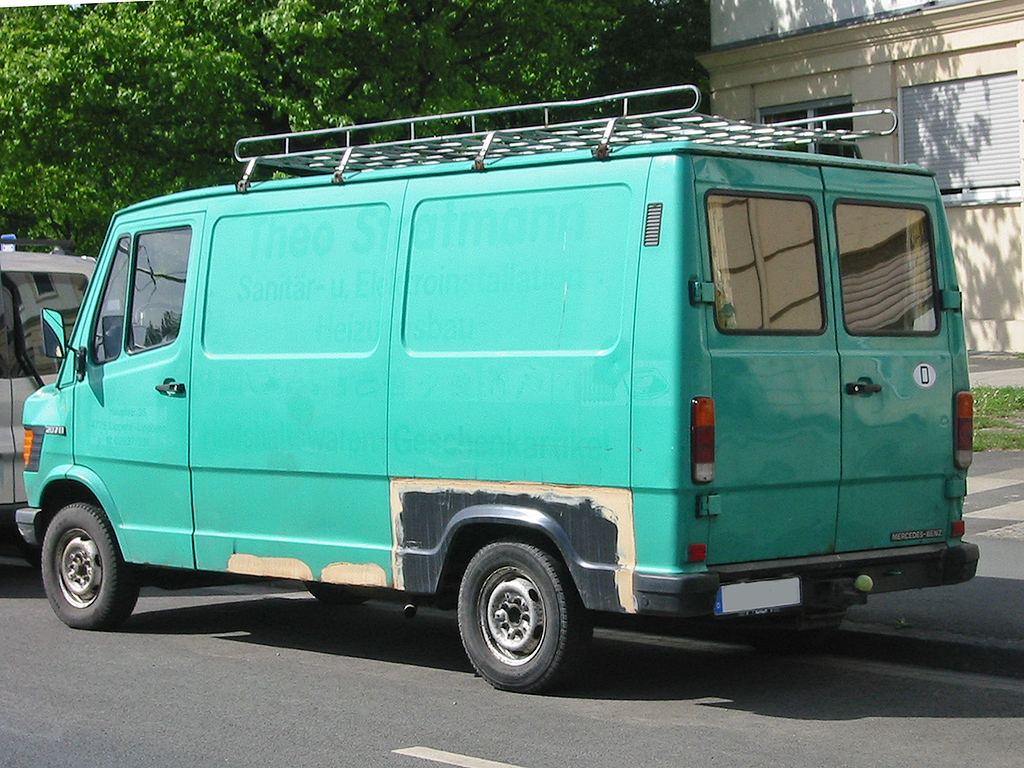
Mercedes-Benz 207D фургон

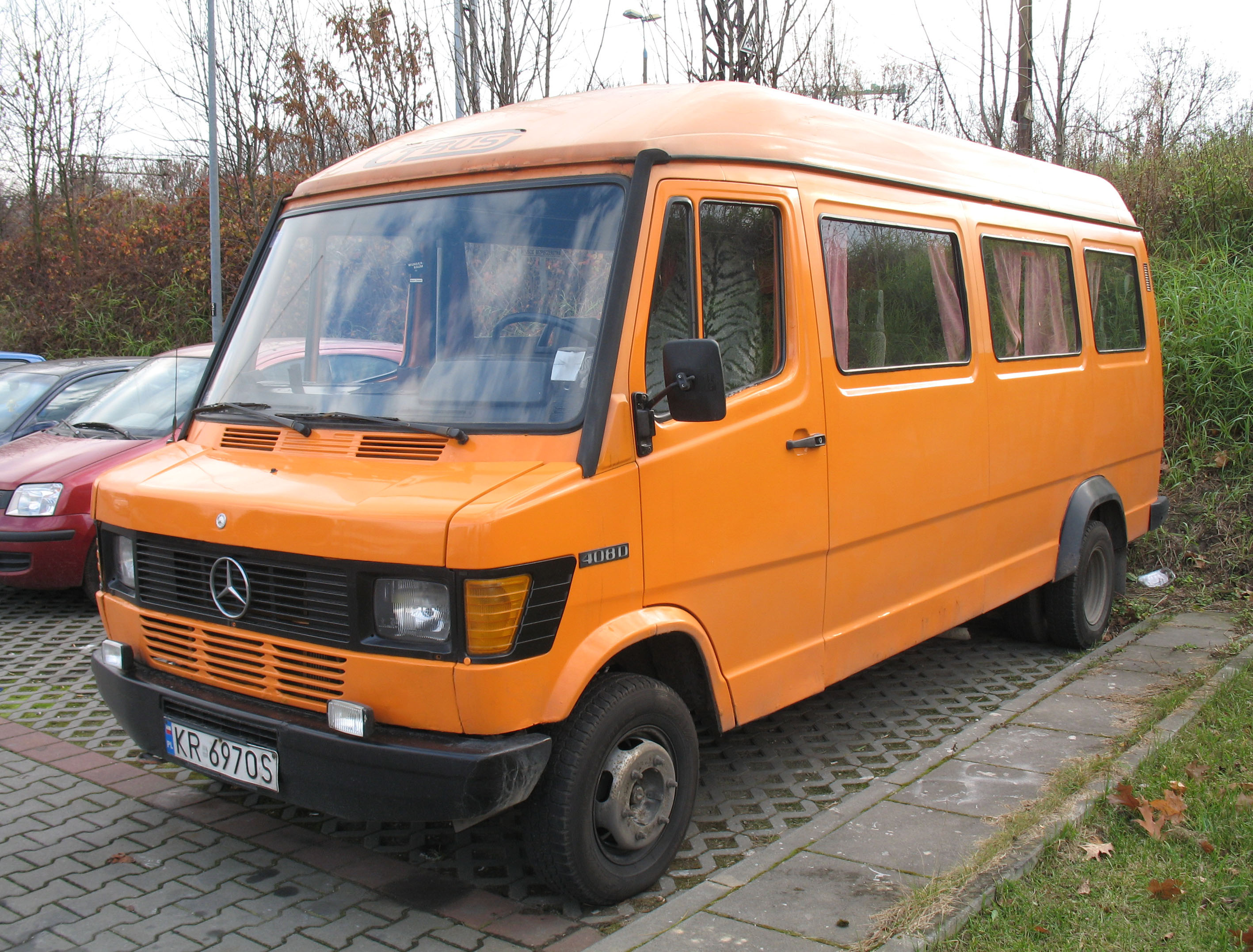
Mercedes-Benz 408D мікроавтобус з високим дахом

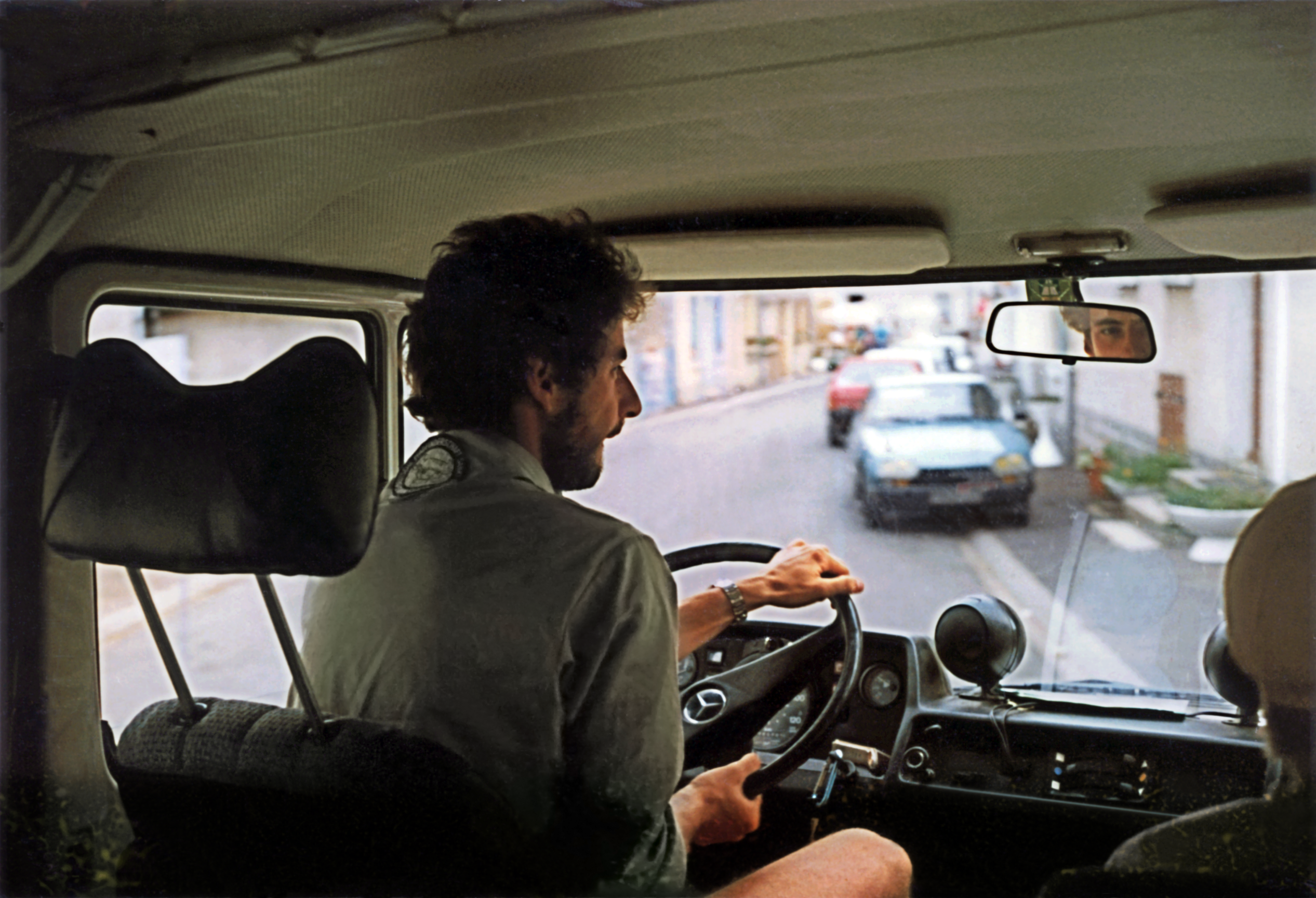

Велике сімейство малотоннажних розвізних автомобілів під загальним індексом Т1 серій Bm 601 (моделі повною масою до 2,9 т) та Bm 602 (моделі повною масою до 3,5 т) дебютувало в 1977 році. Кількість випущених модифікацій надзвичайно велика. Суцільнометалеві фургони, «комбі» (3—5 пасажирських місць), мікроавтобуси, вантажопасажирські та бортові автомобілі з одинарною або здвоєною кабіною, шасі для установки кузовів і спеціального обладнання, і навіть самоскиди з тристороннім розвантаженням кузова. Різноманіття виконань Т1 розширюється трьома варіантами довжини бази (3050, 3350 або 3700 мм) і двома - висоти даху (2240 та 2525 мм). У залежності від вантажопідйомності і відповідно повної маси задні колеса можуть мати одинарну або здвоєну ошиновки. Якщо до цього набору додати широку гаму моторів, врахувати діапазон передавальних чисел головних передач плюс можливість установки АКПП, то загальне число можливих комплектацій наблизиться до 500.
Об'єм вантажного відсіку Mercedes-Benz T1 варіюється від 7 м³ до 11,4 м³, а вантажопідйомність - від 825 кг до 2580 кг. Пасажирські версії Т1 вміщають до 13 осіб включно з водієм. Повна маса деяких модифікацій Т1 досягає 4,6 тонни.
За 18 років виробництва зовнішній вигляд автомобіля практично не змінювався. Ідея зовнішнього оформлення Т1 стандартна для утилітарних моделей Mercedes-Benz періоду 70—80-х років: шарму і елегантності сьогоднішніх Sprinter у них не спостерігається. Напівкапотне компонування, прямі лінії кузовних панелей і головна оптика строгих форм не виглядають авангардом. Антикорозійна стійкість автомобіля на високому рівні. Пороги, ділянки зварювання кузова і рами оцинковані. Колісні арки та днище фургона захищені спеціальним еластичним покриттям, яке виконує і функцію шумопоглинального матеріалу.
Салон Mercedes-Benz T1 - царство аскетизму і мінімалізму. Матеріали обробки виконані в дусі сімдесятих з жорсткого пластика. Через напівкапотне компонування і прагнення до максимальної компактності посадка в кабіну Т1 вийшла не дуже зручною, головним чином, через високі колісні арки. Крім того, не викликає захоплення і ергономіка водійського місця: передні крісла мають мале число регулювань. Зате якість збірки на висоті і система опалення досить ефективна. Передній відсік в модифікації з кузовом «комбі» може бути відділений від вантажного або цільною, або невисокою перегородкою. У стандартній комплектації за передніми кріслами встановлені захисні, сталеві перегородки. Пасажирські модифікації досить місткі - число посадочних місць варіюється від 7 до 12, причому є екземпляри, як з роздільними кріслами, так і з парними. Трансформувати салон Т1 з пасажирського у вантажний - досить трудомістке завдання. Сидіння кріпляться до підлоги значними болтами.
Т1 комплектували бічними дверима з обох бортів (на ранніх версіях можна зустріти і розпашні) з розмірами отвору 1100х1478 мм і задніми двостулковими, кут повороту яких регулюється за допомогою фіксаторів (максимальний показник 270°). Для стандартних модифікацій фургонів і мікроавтобусів висота навантаження становить 690 мм. За замовленням на Т1 встановлювали невелику сходинку ззаду для полегшення завантаження-вивантаження і полегшення входу в салон. Завантаження довгомірних та об'ємних вантажів у Т1 не становить труднощів завдяки високим дверям.
Під капотом Т1 випущених до 1982 року, можна зустріти або 2,3-літровий 85-сильний бензиновий двигун (з карбюратором), або передкамерний 72-сильний дизель робочим об'ємом 2,4 л. Останній силовий агрегат не дуже вимогливий до якості палива і порівняно економічний (15—17 л/100 км). Встановлювали ці мотори аж до 1989 року. Через п'ять років виробництва до них додали 3,0-літровий п'ятициліндровий дизель (ОМ617) потужністю 88 к.с. Але на цьому конструктори не зупинилися. З 1989 по 1995 рр., аж до зняття з виробництва, Т1 комплектували 2,3-літровим бензиновим двигуном (з інжектором) потужністю 105 к.с., а також двома дизелями - робочим об'ємом 2,3 і 2,9 л, потужністю відповідно 79 і 95 к.с. Варіанти по коробках передач традиційні для 80-х - або п'ятиступінчаста «механіка», або «автомат». З 1989 року в прагненні підвищити активну безпеку Т1 і його стійкість на дорозі як опція була запропонована ABS.
Рама Mercedes-Benz Т1 виготовлена зі складного W-подібного сталевого профілю, до якого приварено підлогу кузова. Завдяки такій конструкції рама витримує високі навантаження, що не можна сказати про передню підвіску. Спереду схема підвіски - двохважіль. Залежна задня ресорна підвіска - традиційне рішення для вантажівок Mercedes.
Конструкція виявилася настільки вдалою, що тільки в 1995 році Т1 зняли з виробництва, а на зміну йому прийшов сучасний Sprinter.

### Сучасний етап
З 1987 року Mercedes-Benz Т1 виготовляється компанією Bajaj Tempo в Індії спочатку під назвою Tempo Traveller і Tempo Excel. Після перетворення Bajaj Tempo в Force Motors мікроавтобуси називаються Force LCV. Дані автомобілі комплектуються ліцензійним дизельним двигуном Mercedes-Benz OM 616 об'ємом 2,6 л.

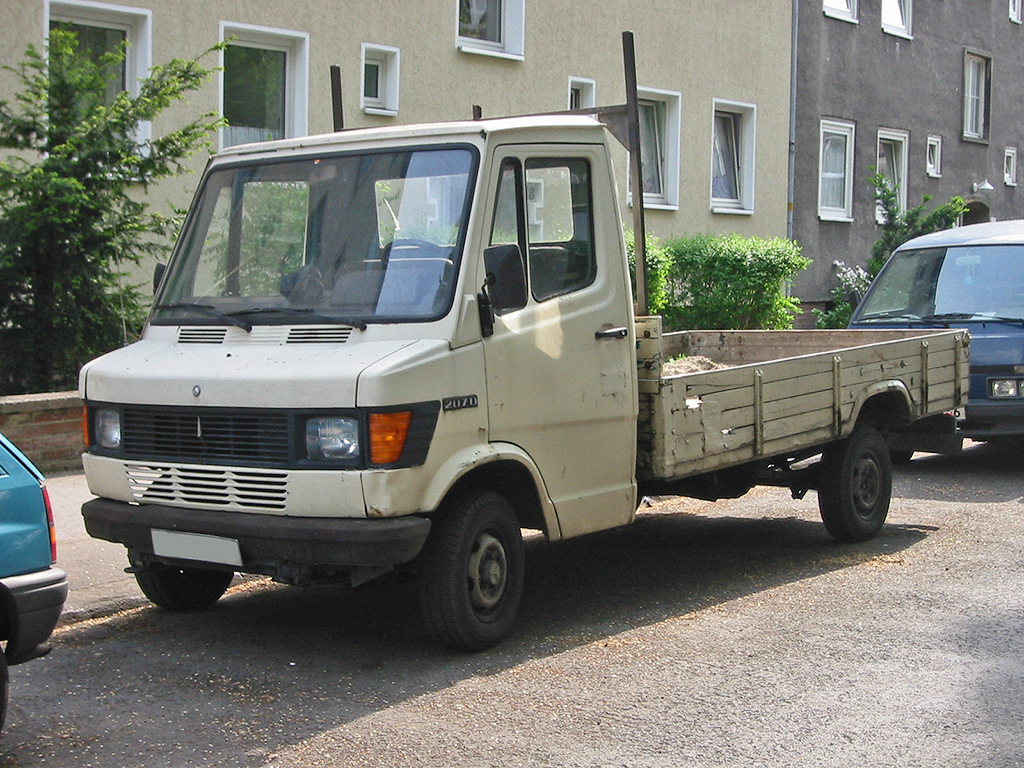
Mercedes-Benz 207D бортовик з одинарною кабіною
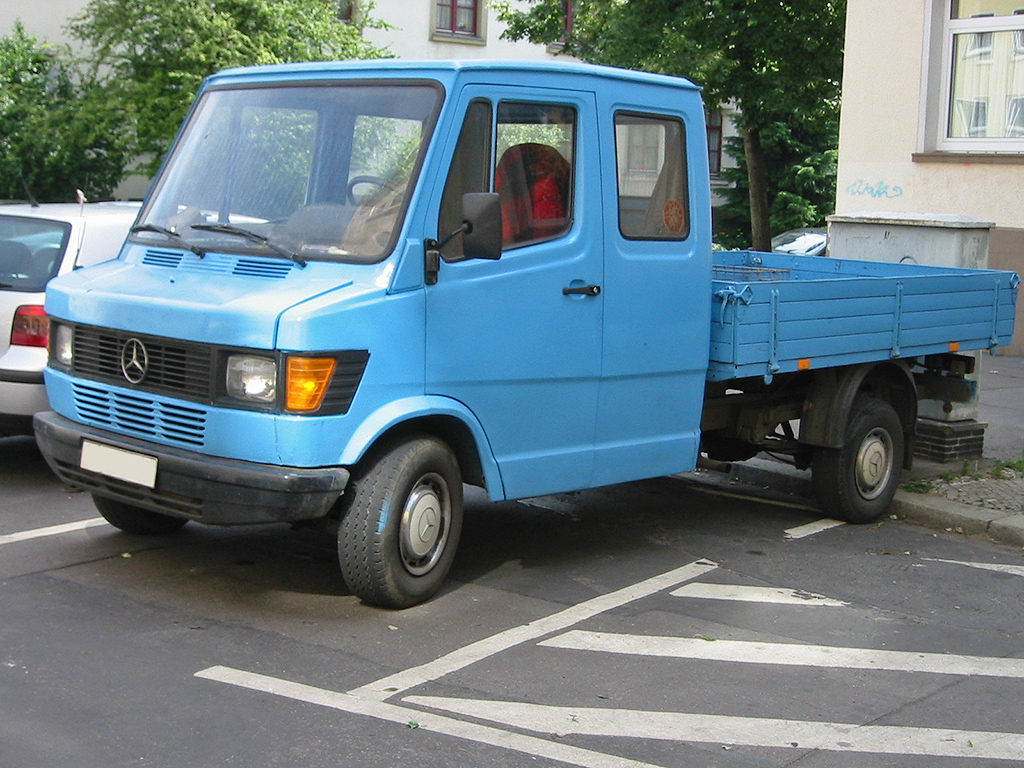
Mercedes-Benz T1 бортовик з подвійною кабіною
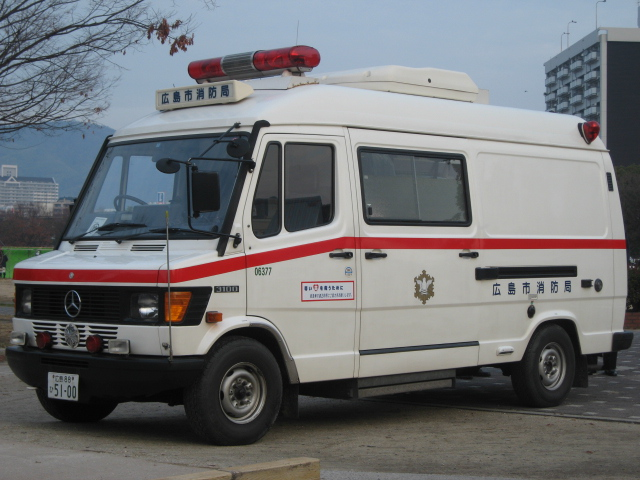
Mercedes-Benz 310D автомобіль швидкої допомоги з високою кабіною
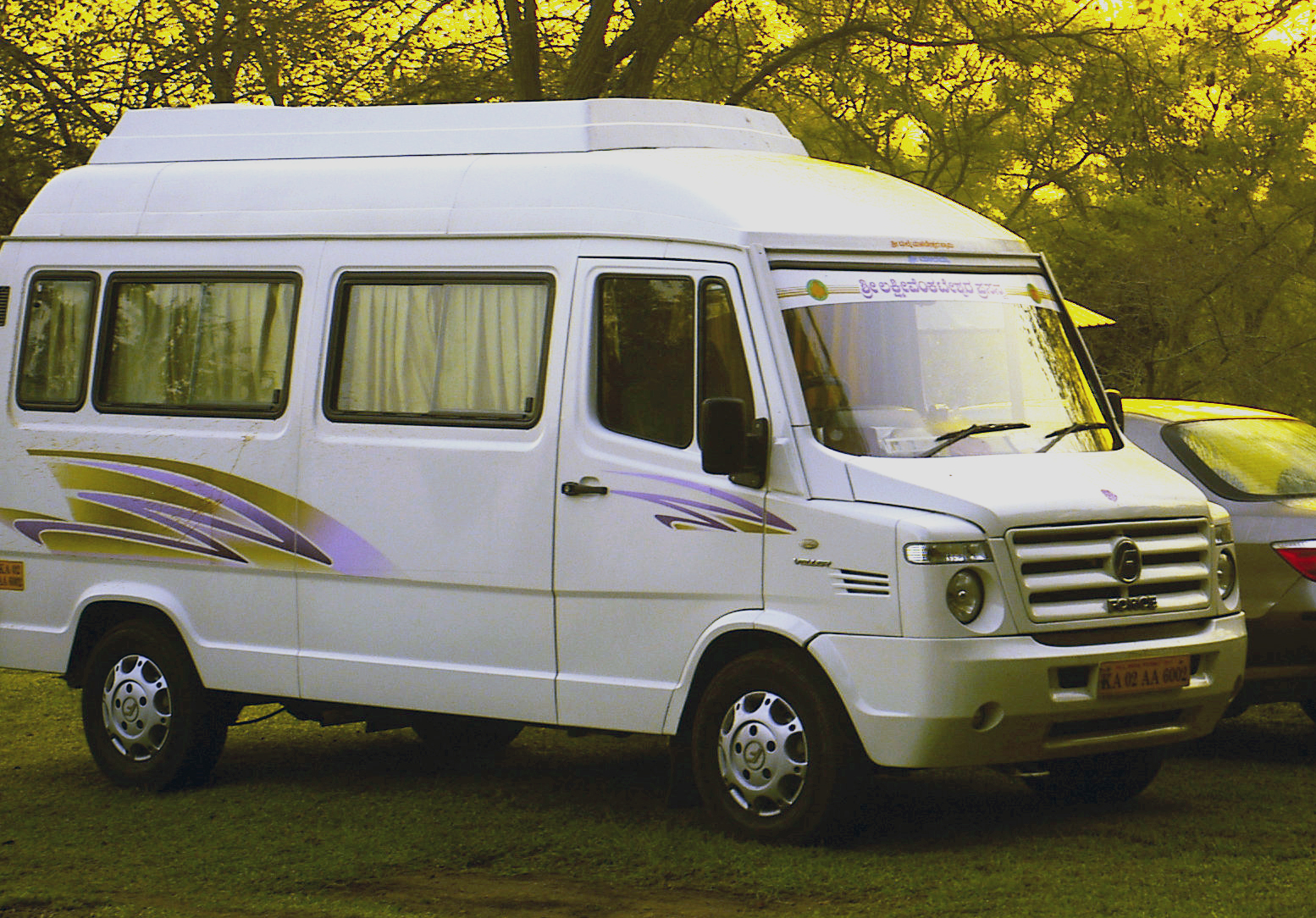
Force Traveller Luxury